# Opal Sofer
Opal Sofer (hebräisch אופל סופר; * 20. Mai 1997 in Even Jehuda) ist eine israelische Fußballspielerin. Seit 2020 ist die Mittelfeldspielerin auch israelische A-Nationalspielerin.

## Karriere

### Vereine
Opal Sofer stammt aus einem streng-religiösen jüdischen Elternhaus. Als Mädchen spielte sie noch mit Rock mit Jungen und musste bei Spielen den Schabbat einhalten. Das Spielen in einer gemischten Mannschaft wurde von ihren Eltern nicht gern gesehen; so kam Sofer auf eine reine Mädchenschule, wo sie fortan nur noch mit anderen Mädchen Fußball spielte. 2011 schloss sie sich der Jugendabteilung von Hapoel Petach Tikwa an. Dort absolvierte sie 2015 ihr erstes Profispiel und gewann in den folgenden Spielzeiten einmal die israelische Meisterschaft und zweimal den israelischen Fußballpokal. 2017 schloss sie sich dem FC Ramat haScharon, wechselte aber bereits im Jahr darauf zum ASA Tel-Aviv FC. Dort entwickelte sie sich bald zur Stammspielerin und erzielte saisonübergreifend vier Treffer in 73 Spielen. Im Sommer 2022 schloss sich Sofer dem SC Kirjat Gat an, mit dem sie 2023 und 2024 abermals israelische Meisterin wurde. Im Sommer 2024 wechselte sie zum Vizemeister Hapoel Katamon Jerusalem. Nach nur einer Saison kehrte sie 2025 aber wieder zum SC Kirjat Gat zurück.

### Nationalmannschaft
Sofer spielte für die israelische U-17- und die U-19-Nationalmannschaft. Mit der U-19-Nationalmannschaft nahm sie nach einem landesweiten Auswahlprozess an der Europameisterschaft im eigenen Land teil. Sie blieb mit ihrer Mannschaft jedoch chancenlos und schied mit 0 Punkten und einem Torverhältnis von 1:9 in der Vorrunde aus. Über den Weg der jungen Frauen wurde der Kurzdokumentarfilm Amitzot gedreht, in dem Sofer eine der Hauptrollen einnimmt. Am 13. März 2016 gab Sofer beim 2:0-Sieg gegen Litauen ihr Debüt für die israelische Nationalmannschaft. Bei der 2:3-Niederlage gegen die Türkei am 30. November 2021 erzielte sie ihr erstes und bisher einziges Länderspieltor. Die Qualifikation für ein größeres Turnier gelang ihr mit Israel bisher nicht.